# Wohnhaus Wüstestätte 1

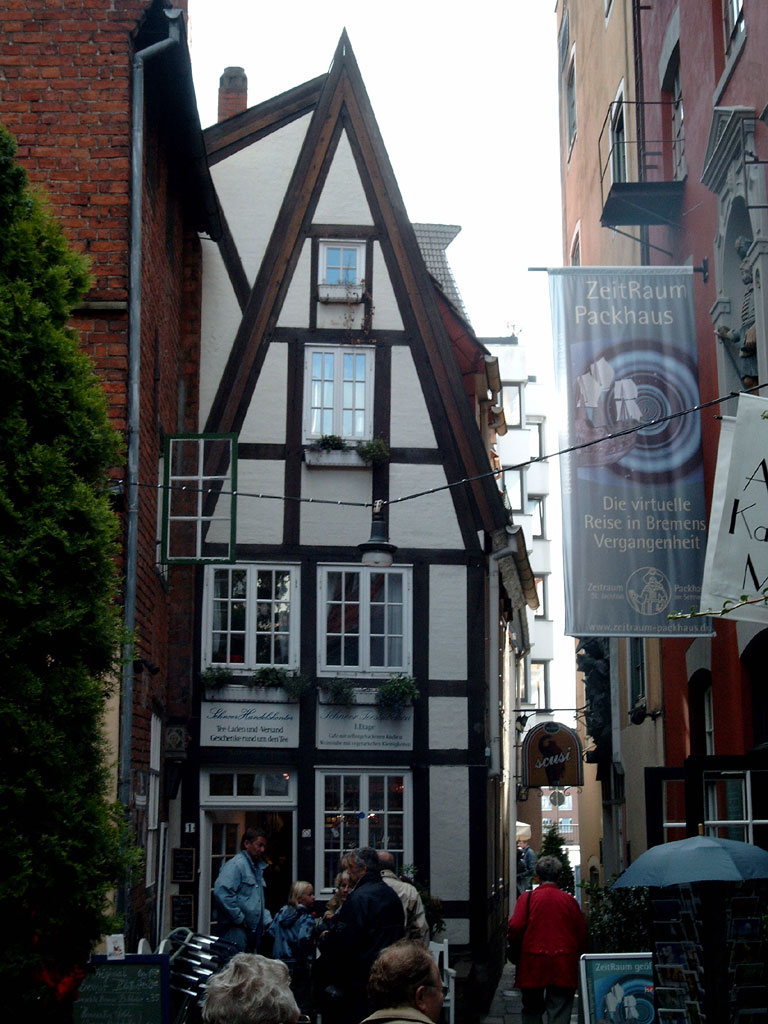
Wüstestätte 1

Das Wohnhaus Wüstestätte 1 befindet sich in Bremen, Stadtteil Mitte im  Schnoorviertel, Wüstestätte 1. Es entstand nach 1860.
Das Gebäude steht seit 1973 unter Bremer Denkmalschutz.

## Geschichte
Die ursprüngliche Bevölkerung des Schnoors bestand überwiegend aus Flussfischern und Schiffern. In der Epoche des Klassizismus und des Historismus entstanden von um 1800 bis 1890 die meisten oft kleinen Gebäude. Im weiteren Verlauf wurde es zum Arme-Leute-Viertel, das in weiten Bereichen verfiel – vor allem nach dem Zweiten Weltkrieg.
1959 wurde von der Stadt ein Ortsstatut zum Schutz der erhaltenswerten Bausubstanz beschlossen. Die Häuser wurden dokumentiert und viele seit den 1970er Jahren unter Denkmalschutz gestellt. Ab den 1960er Jahren fanden mit Unterstützung der Stadt Sanierungen, Lückenschließungen und Umbauten im Schnoor statt.
Das zweigeschossige, schmale, verputzte Giebelhaus mit einem Satteldach und einer viel späteren Fachwerkfassade wurde nach 1860 in der Epoche des Historismus gebaut. Es wurde 1973 saniert und umgebaut. 
In der Nachbarschaft stehen die Wohnhäuser Wüstestätte 2 bis 9 sowie das St.-Jakobus-Packhaus (10) und das Packhaustheater Bremen (11).

Heute (2018) wird das Haus durch einen Laden, Büros und zum Wohnen genutzt.

Der Straßenname Wüstestätte erinnert vermutlich seit 1662 an eine wüste Stätte, die nach einem Großbrand entstanden ist. Erst nach 1800 erfolgte hier ein Wiederaufbau. 